# Nazionale maschile under 20 di calcio della Croazia
La nazionale di calcio croata Under-20 è la rappresentativa calcistica Under-20 della Croazia ed è posta sotto l'egida della Federazione calcistica della Croazia. Partecipa al Campionato mondiale di categoria, che si tiene ogni due anni.
Disputò la sua prima partita nel 1999 raccogliendo l'eredità della nazionale jugoslava Under-20, dopo la dissoluzione della Jugoslavia.

## Partecipazioni ai tornei internazionali

### Mondiale U-20
Fino al 1992 la Croazia non aveva una propria nazionale in quanto lo stato croato era inglobato nella Jugoslavia. Esisteva, quindi, un'unica nazionale che rappresentava tutta la Jugoslavia.
- 1995: Non qualificata
- 1997: Non qualificata
- 1999: Ottavi di finale
- 2003: Non qualificata
- 2005: Non qualificata
- 2007: Non qualificata
- 2009: Non qualificata
- 2011: Fase a gironi
- 2013: Ottavi di finale
- 2015: Non qualificata
- 2017: Non qualificata
- 2019: Non qualificata
- 2023: Non qualificata

## Tutte le Rose

### Mondiali
Campionato del mondo Under-20 19991 Pletikosa, 2 Miladin, 3 Polovanec, 4 Sablić, 5 Mijatović, 6 Šerić, 7 Mikić, 8 Vranješ, 9 Budan, 10 Balatinac, 11 Deranja, 12 Sunara, 13 Sabolčki, 14 Andrić, 15 Banović, 16 Bjelanović, 17 Vuković, 18 Lovrek, CT: Novoselac
Campionato del mondo Under-20 20111 Delač, 2 Horvat, 3 Glavica, 4 Andrijašević, 5 Kelić, 6 Glumac, 7 Pamić, 8 Ademi, 9 Kramarić, 10 Ozobić, 11 Tičinović, 12 Picak, 13 Lešković, 14 Punčec, 15 Jakoliš, 16 Mlinar, 17 Maglica, 18 Lendrić, 19 Zulim, 20 Blažević, 21 Paradžiković, CT: Grnja
Campionato del mondo Under-20 20131 Zelenika, 2 Gorupec, 3 Aleksić, 4 Mrzljak, 5 Datković, 6 Perić, 7 Livaja, 8 Miličević, 9 Perica, 10 Pjaca, 11 Rebić, 12 Sluga, 13 Miloš, 14 Čanađija, 15 Brlek, 16 Kovačić, 17 Pajač, 18 Miškić, 19 Ivančić, 20 Šimunović, 21 Livaković, CT: Jeličić